# Koča na Kokoši
Koča na Kokoši (także: Planinski dom Kokoš) – chata górska Słoweńskiego Związku Górskiego zlokalizowana w masywie Kras w Słowenii, w pobliżu granicy z Włochami, na południowy zachód od wsi Lokev (gmina Sežana).
Obiekt stoi na wzgórzu Jirmanec, które dominuje nad turystyczną wsią Lipica. W pobliżu znajduje się jaskinia Vilenica (pierwsza w Europie jaskinia udostępniona do masowej turystyki: 1633). Nazwa schroniska pochodzi od szczytu Kokoš (wł. Monte Cocusso, 674 m n.p.m.), który znajduje się około 5 minut marszu od schroniska. W pobliżu chaty i poniżej zbocza Jirmanca leżą dwa kamienie graniczne, które są pozostałością po dawnym podziale feudalnym majątku krasowego. Około 30 minut marszu na południowy wschód od schroniska znajduje się szczyt Veliko Gradišče (741 m n.p.m.), na którego południowo-zachodnim zboczu stał niegdyś gród, rozebrany w V wieku. 
Chata położona jest na wysokości 674 m n.p.m. Dysponuje piętnastoma miejscami noclegowymi i 45-miejscową salą jadalną. Jest otwarta od popołudnia w piątki do niedzieli oraz w święta. Po wcześniejszym uzgodnieniu, także w inne dni. Koča na Kokoši to doskonały punkt widokowy, gdyż w pogodne dni można stąd obserwować Triglav z sąsiednimi szczytami, Dolomity, szczyty krasowe (Nanos, Vremščica, Slavnik) oraz wybrzeże i pobliskie miejscowości: Koper, Izolę, Piran, Triest, Udine, a nawet Wenecję. Okolice schroniska są węzłem kilku szlaków turystycznych. 